# تشاندي (أورن)
تشاندي هي بلدية في أورن في شمال غرب فرنسا. العمدة الحالي هو سيرج جودار، وأعيد انتخابه في عام 2020.